# ایرج میرزاعلیخانی
ایرَج میرزاعَلیخانی (زادهٔ ۱۱ آبان ۱۳۳۵ در تهران) طراح گرافیک، تصویرگر و استاد دانشگاه اهل ایران است.

## زندگی هنری
ایرج میرزاعلیخانی ۱۱ آبان سال ۱۳۳۵ در تهران متولد شد. او فارغ‌التحصیل رشتهٔ ارتباط تصویری از دانشکدهٔ هنرهای زیبای دانشگاه تهران است. از جمله استادان وی می‌توان به مرتضی ممیز، جلال شباهنگی، محمد احصایی، هادی شفائیه و رویین پاکباز اشاره نمود. او فعالیت‌های حرفه‌ای خود را از سال ۱۳۶۳ آغاز کرد.

## فعالیت‌های هنری
از جمله فعالیت‌های هنری ایرج میرزاعلیخانی می‌توان به موارد زیر اشاره نمود:
عضو هیئت مؤسس و اولین هیئت مدیره و نایب رئیس «انجمن صنفی طراحان گرافیک ایران»، عضو هیئت مؤسس و اولین هیئت مدیره «انجمن صنفی شرکت‌های تبلیغاتی ایران»، عضویت در «آرت دایرکتورز کلاب» نیویورک، نماینده انتشارات «Graphis» سوئیس در ایران، تدریس در دانشگاه تهران، عضویت در هیئت اجرایی دوسالانه‌های دوم و هفتم طراحان گرافیک ایران، عضویت در هیئت رئیسة جشنواره فیلم‌های تبلیغاتی بال، داور سیزدهمین جشنواره تجسمی جوانان کشور، داور چهاردهمین جشنواره هنرهای تجسمی جوانان کشورهای اسلامی، عضویت در هیئت داوران یازدهمین جشنواره هنرهای تجسمی استان تهران، عضویت در هیئت اجرایی هشتمین جشنواره صنعت چاپ ایران، طراح صحنه کنسرت محمدرضا لطفی (۱۳۸۷)، عضویت در هیئت داوران بخش طراحی گرافیک ششمین جشن تصویر سال، عضویت در هیئت داوران چهارمین نمایشگاه بین‌المللی پوستر پرو (۲۰۱۰)، برگزاری نمایشگاه پوستر «نگاه ایرانی» در پرو (۲۰۱۰)، برپایی نمایشگاه پوستر «نگاه ایرانی ۲» از آثار طراحان گرافیک ایران در بولیوی (۲۰۱۱)، برپایی نمایشگاه «پوسترهای معاصر سوئیس» از طراحان گرافیک سوئیس در خانه هنرمندان ایران (۱۳۹۴)، برپایی نمایشگاه «پوسترهای مسابقه لهستان از پنجره نگاه ایرانیان» در مرکز اسناد ملی شیراز (۱۳۹۴)، عضویت در هیئت داوران بخش پوستر جشنواره بین‌المللی تئاتر الف، دبیر بخش گرافیک هفتمین جشنواره بین‌المللی هنر برای صلح

## آثار هنری
از جمله آثار هنری چاپ شدهٔ ایرج میرزاعلیخانی می‌توان به موارد زیر اشاره نمود:
- آثار چاپ شده در کتاب‌های «دوسالانه‌های طراحان گرافیک ایران»
- کتاب «نشانه»، کتاب «گرافیک ایران ۱»
- کتاب «نمایشگاه پوسترهای تجربی طراحان گرافیک ایران»
- کتاب «Graphis Logo 1» انتشارات Graphis سوئیس
- کتاب «Worldwide Identity» انتشارات Rockport آمریکا (۲۰۰۵)
- کتاب «نشانه‌ها» (۱۳۸۵)
- کتاب «Iranian Typography» انتشارات نظر (۲۰۰۷)
- «کتاب سال گرافیک ۸۶» انتشارات نظر (۱۳۸۶)
- کتاب «نخستین جشنواره عکس و کارت پستال‌های شهری» (۱۳۸۸)
- کتاب «لوگوتایپ‌های ایرانی» انتشارات سی بال هنر (۱۳۸۸)
- کتاب «چهارمین نمایشگاه بین‌المللی پوستر پرو» (۲۰۱۰)
- کتاب «اولین نمایشگاه سرو نقره‌ای» (۱۳۸۹)
- کتاب «هجدهمین نمایشگاه دوسالانه بین‌المللی پوستر لاهتی فنلاند» (۲۰۱۱)
- کتاب «Graphic Design History» انتشارات Laurence King Publishing انگلستان (۲۰۱۱)
- کتاب تاریخچه طراحی نشانه «Michael Evamy» انتشارات Rotovision انگلستان (۲۰۱۱)
- کتاب «دومین نمایشگاه سرو نقره‌ای» (۱۳۹۰)
- کتاب «پنجمین نمایشگاه دوسالانه بین‌المللی پوستر چین» (۲۰۱۱)
- کتاب «Graphis Logo 8» انتشارات Graphis
- کتاب «The 23ed Warsaw International Poster Biennal 2012» انتشارات Graphis
- کتاب «نمایشگاه بیداری اسلامی» (۱۳۹۱)
- کتاب «Logotype by Michael Evamy» انتشارات King Laurence
- کتاب «کارنمای ۹۴» از انتشارات انجمن طراحان گرافیک (۱۳۹۴)
- کتاب «سومین جشنواره بزرگ هنر برای صلح» (۱۳۹۴)

کتاب:
«حیفه، اَگه اینا رو ندونی!» (چندوچون راه‌اندازی یک دفتر طراحی موفق) انتشارات آبان ۱۳۹۱